# 위르겐 엘러스
위르겐 엘러스(Jürgen Ehlers, 독일어: [ˈjʏʁɡŋ̩ ˈeːlɐs]; 1929년 12월 29일 - 2008년 5월 20일)는 알베르트 아인슈타인의 일반 상대성 이론을 이해하는 데 기여한 독일의 물리학자이다. 함부르크 대학의 파스쿠알 요르단의 상대성 이론 연구 그룹에서 대학원 및 대학원 과정을 거치고, 강사로 다양한 직책을 역임했다. 이후에는 교수로 활동한 후 뮌헨의 막스 플랑크 천체 물리학 연구소 소장으로 합류했다. 1995년에 그는 독일 포츠담에 새로 설립된 막스 플랑크 중력 물리학 연구소의 창립 이사가 되었다.
엘러스의 연구는 일반 상대성 이론의 기초 및 천체물리학에 대한 응용에 초점을 맞췄다. 그는 아인슈타인의 장 방정식에 대한 엄밀 해의 적절한 분류를 공식화했으며 현대 우주론에 단순하고 일반 상대론적 모델의 우주를 적용하는 것을 정당화하는 엘러스-게렌-작스(Ehlers–Geren–Sachs) 정리를 증명했다. 그는 중력 렌즈 효과에 대한 시공간 지향적 설명을 작성하고 일반 상대성 이론의 틀 내에서 공식화된 모델과 뉴턴 중력 모델 사이의 관계를 명확히 했다. 그는 또한 물리학의 역사와 철학에 깊은 관심을 가지고 있었으며 과학의 대중화에 대한 열렬한 옹호자였다.

## 생애

### 어린 시절
위르겐 엘러스는 1929년 12월 29일 함부르크에서 태어났다. 1936년부터 1949년까지 공립학교에 다녔고 1949년부터 1955년까지 함부르크 대학에서 물리학, 수학, 철학을 공부했다. 1955~56년 겨울 학기에 고등학교 교사 시험인 슈타츠엑사멘에 합격했지만 교사가 되는 대신 논문 지도교수로 활동한 파스쿠알 요르단과 함께 대학원 연구를 시작했다. 그의 박사 과정은 아인슈타인 장 방정식에 대한 해의 구성화 및 특성화에 관한 것이다. 그는 1958년에 함부르크 대학에서 물리학 박사 학위를 받았다.
엘러스가 부임하기 전의 요르단 연구 그룹의 주요 연구는 일반 상대성 이론의 스칼라-텐서 수정에 전념했는데 이는 나중에 요르단-브랙스-딕 이론으로 알려지게 된다. 이 이론은 중력 상수가 가변 장으로 대체된다는 점에서 일반 상대성 이론과 다르다. 엘러스는 그룹의 초점을 아인슈타인의 원래 이론의 구조와 해석으로 바꾸는 데 중요한 역할을 했다. 이 연구단의 다른 구성원에는 볼프강 쿤트, 라이너 K. 삭스 및 만프레드 트륌퍼가 포함되어 있었다. 이 그룹은 도시의 천문대인 함부르커 슈테른바르테에서 오코 헤크만 및 그의 학생인 엥겔베르트 쉬킹과 긴밀한 협력 관계를 유지했다. 그룹의 콜로키움에는 볼프강 파울리, 조슈아 골드버그, 피터 버그만 등이 참석했다.
1961년 요르단의 조교로서 엘러스는 독일 교수 자격을 취득하여 하빌리타치온을 받았다. 그런 다음 그는 독일과 미국, 즉 킬 대학, 시러큐스 대학 및 함부르크 대학에서 교수 및 연구 직책을 맡았다. 1964년부터 1965년까지 미국의 달라스에 있는 남서부 대학원 연구 센터에서 근무했다. 1965년부터 1971년까지 그는 오스틴 텍사스 대학교의 알프레드 쉴드 그룹에서 부교수로 시작하여 1967년 정교수가 되는 등 다양한 직책을 맡았다. 그 기간 동안 그는 뷔르츠부르크 대학교와 본 대학교에서 방문 교수직을 맡았다.

### 뮌헨
1970년에 엘러스는 뮌헨에 있는 막스 플랑크 물리학 및 천체물리학 연구소의 중력 이론 부서장으로 합류하겠다는 제의를 받았다. 엘러스는 당시 연구소 소장인 루트비히 비어만이 제안했다. 엘러스1971년에 연구소에 합류했을 때 그는 또한 뮌헨의 루트비히 막시밀리안 대학교의 겸임 교수가 되었다. 1991년 3월 연구소는 막스 플랑크 물리학 연구소와 막스 플랑크 천체물리학 연구소로 분리되어 엘러스의 부서가 자리를 잡았다. 24년 동안 그의 연구 그룹은 게리 기번스, 존 스튜어트, 번드 슈미트와 압하이 아쉬테카르, 드메트리오스 크리스토돌로우, 브랜던 카터를 비롯한 방문 과학자들의 본거지였다.
엘러스의 뮌헨에서의 박사후 연구원 중 한 명은 나중에 대중 과학 저널인 《사이언티픽 어메리컨》의 독일판인 《Spektrum der Wissenschaft》의 편집장이 된 라인하르트 브로이어였다.

### 포츠담
1990년 독일 통일 이후 독일 과학 기관이 개편될 때에 엘러스는 중력 이론 연구에 전념하는 막스 플랑크 협회(Max Planck Society)의 연구소 설립을 위해 로비했다. 1994년 6월 9일, 협회는 막스 플랑크 중력 물리학 연구소를 포츠담에 개설하기로 결정했다. 이 연구소는 1995년 4월 1일 운영을 시작했으며 엘러스는 창립 이사이자 일반 상대성 이론의 기초 및 수학 부서의 책임자였다. 그런 다음 엘러스는 중력파 연구에 전념하고 버나드 F. 슈츠가 이끄는 두 번째 연구소 부서의 설립을 감독했다. 1998년 12월 31일 엘러스는 은퇴하여 명예 창립 이사가 되었다.
엘러스는 계속 연구소에서 근무하다 2008년 5월 20일 사망하였다. 유족으로는 아내 아니타 엘러스와 네 자녀인 마르틴, 카트린, 다비드, 막스와 다섯 명의 손주를 두었다.

## 연구
엘러스의 연구는 일반 상대성 이론 분야였다. 특히 그는 우주론, 중력 렌즈 및 중력파 이론에 기여했다. 그의 주요 관심사는 일반 상대성 이론의 수학적 구조와 그 결과를 명확히 하고 엄밀한 증명과 휴리스틱 추측을 분리하는 것이었다.

### 엄밀 해
박사 학위 논문을 위해 엘러스는 그의 평생 연구를 형성하는 질문으로 돌아섰다. 그는 아인슈타인 방정식의 정확한 해, 즉 기본 수학적 표현으로 명시적으로 설명할 수 있을 만큼 간단한 일반 상대성 이론과 일치하는 모델 우주를 찾았다. 이러한 정확한 솔루션은 물리적 상황에 대한 일반 상대론적 모델을 구축할 때 중요한 역할을 한다. 그러나 일반 상대성 이론은 완전히 공변하는 이론, 즉, 그 법칙이 주어진 상황을 설명하기 위해 선택된 좌표와 무관하여 동일하다. 하나의 직접적인 결과는 분명히 다른 두 개의 정확한 솔루션이 동일한 모델 우주에 해당할 수 있고 좌표만 다를 수 있다는 것이다. 엘러스는 정확한 솔루션을 불변적으로 특성화하는 유용한 방법, 즉 좌표 선택에 의존하지 않는 방법을 찾기 시작했다. 이를 위해 그는 알려진 정확한 솔루션의 본질적인 기하학적 특성을 설명하는 방법을 조사했다.
1960년대에 엘러스는 박사 학위 논문에 이어서 일련의 논문을 출판했는데, 단 하나를 제외한 모든 논문은 나중에 "함부르크 바이블"로 알려지게 되는 함부르크 그룹의 동료들과 협력한 것이다. 요르단 및 쿤트와 함께 작성된 첫 번째 논문은 체계적인 방식으로 아인슈타인의 장 방정식에 대한 정확한 솔루션을 특성화하는 방법에 대한 논문이다. 여기에 제시된 분석은 바일 텐서 (즉, 아인슈타인의 방정식에 의해 제약을 받지 않는 시공간의 곡률을 설명하는 리만 텐서의 해당 부분), 아이소메트리 그룹 및 등각 변환의 페트로프 분류와 같은 미분 기하학의 도구를 사용한다. 이 작업에는 단순 중력파의 클래스인 pp-파의 첫 번째 정의 및 분류도 포함된다.
시리즈의 다음 논문은 중력 복사에 관한 논문들로, 하나는 작스와 공동으로, 하나는 트륌퍼와 공동으로 작성하였다. 작스와의 공동 작업은 무엇보다도 2성분 스피너 형식을 사용하여 특별한 대수적 특성을 가진 진공 해를 연구한다.  또한 광선의 묶음(수학적 용어: 합동 (congruence) )의 기하학적 특성을 체계적으로 설명한다. 시공간 기하학은 빛의 전파에 영향을 미쳐 빛이 서로 수렴하거나 발산하도록 만들거나 영역을 변경하지 않고 번들의 단면을 변형할 수 있다. 이 논문은 번들의 확장(수렴/발산), 비틀림 및 전단(단면적 보존 변형) 측면에서 번들의 이러한 가능한 변화를 공식화하여 이러한 속성을 시공간 기하학에 연결한다. 한 가지 결과는 불투명한 물체와 만나는 좁은 광선에 의해 생성되는 그림자의 속성을 설명하는 엘러스-작스 정리이다. 그 작업에서 개발된 도구는 가장 중요한 정확한 솔루션 중 하나인 회전하는 블랙홀을 설명하는 로이 커의 커 솔루션 발견에 필수적인 것으로 입증되었다.
이 중요한 논문의 마지막 논문에서는 연속 매체의 역학에 대한 일반 상대론적 처리를 다루고 있다. 그런데 점 질량의 개념은 고전 물리학에서 유용할 수 있으나, 일반 상대성 이론에서 공간의 단일 지점으로의 이상화된 질량 집중은 잘 정의되지도 않는다. 그렇기 때문에 상대론적 유체역학, 즉 연속 매체에 대한 연구는 일반 상대성 이론에서 모델 구축의 필수 부분이다. 이 논문에서는 기본 개념과 모델을 리뷰에서 체계적으로 설명하고 있는데, 이에 대해서는 원래 출판일로부터 32년 후에 《General Relativity and Gravitation》 저널의 편집자가 영문 번역본을 출판했을 때 "이 분야에서 최고의 리뷰 중 하나"라고 언급하였다.
그의 논문에서 엘러스의 엄밀 해 탐색의 또 다른 부분은 나중에 중요한 것으로 입증된 결과로 이어졌다. 그가 박사 논문 연구를 시작할 당시에는 일반 상대성 이론의 황금기가 아직 시작되지 않았고 블랙홀의 기본 속성과 개념도 아직 이해되지 않았다. 그의 박사 논문으로 이어진 작업에서 엘러스는 나중에 블랙홀의 지평선으로 식별될 블랙홀 주변 표면의 중요한 특성, 특히 내부의 중력장은 정적일 수 없으며 시간이 지남에 따라 변해야 한다는 것을 증명했다. 이에 대한 가장 간단한 예는 이상화되고 구형 대칭인 블랙홀을 설명하는 슈바르츠실트 솔루션의 일부인 "아인슈타인-로젠 브리지" 또는 슈바르츠실트 웜홀인데, 지평선의 내부에는 시간이 지남에 따라 변화하는 다리 모양의 연결 공간이 있으며, 웜홀을 통해 우주 여행자가 이동하는 것을 충분히 빠르게 막을 정도로 신속하게 붕괴된다.

### 엘러스 군
물리학에서 이중성은 서로 다른 물리적 개념을 사용하여 특정 물리적 상황에 대한 두 개의 동등한 설명이 존재함을 의미한다. 이것은 물리적 대칭의 특수한 경우, 즉 물리적 시스템의 주요 기능을 보존하는 변경이다. 이중성에 대한 간단한 예는 전기장 E 와 자기장 B 사이의 전기 역학이다. 전하가 완전히 없는 경우, E {\displaystyle \to } – B, B {\displaystyle \to } E 로 대체하더라도 맥스웰 방정식은 불변으로 된다. B 와 E 에 대한 특정한 식의 쌍이 전기역학 법칙을 준수할 때에, 두 식을 전환하고 새로운 B 에 마이너스 기호를 추가하더라도 여전히 유효하다.
그의 박사 학위 논문에서 엘러스는 아인슈타인의 장 방정식의 해를 다른 해에 매핑하는 고정된 진공 시공간의 계량 텐서의 서로 다른 구성 요소 사이의 이중성(duality) 대칭을 지적했다. 공간 좌표가 변경되지 않는 시계로 측정된 시간을 설명하는 메트릭의 tt 구성 요소와 트위스트 전위로 알려진 용어 사이의 이러한 대칭은 앞서 언급한 E 와 B 사이의 이중성과 유사하다.
엘러스가 발견한 이중성은 나중에 특수 선형 군 {\displaystyle SL(2)} 에 해당하는 더 큰 대칭으로 확장되었다. 이 더 큰 대칭 군은 이후 엘러스 군으로 알려지게 되었다. 그 발견은 추가 일반화, 특히 무한 차원 게로크(Geroch) 군으로 이어졌다(게로크 군은  두 개의 비 교환적(non-commuting) 하위 그룹에 의해 생성되며 그 중 하나는 엘러스 군이다). 이러한 소위 숨겨진 대칭은 일반 상대성 이론과 11차원 초중력과 같은 일반화의 칼루차-클라인 환원에서 중요한 역할을 한다. 다른 적용에서는 이전에 알려지지 않은 해를 발견하는 도구로서의 사용과 고정된 축 대칭 사례의 해가 적분 가능계를 형성한다는 증거에서의 역할이 포함된다.

### 우주론: 엘러스-게런-삭스 정리

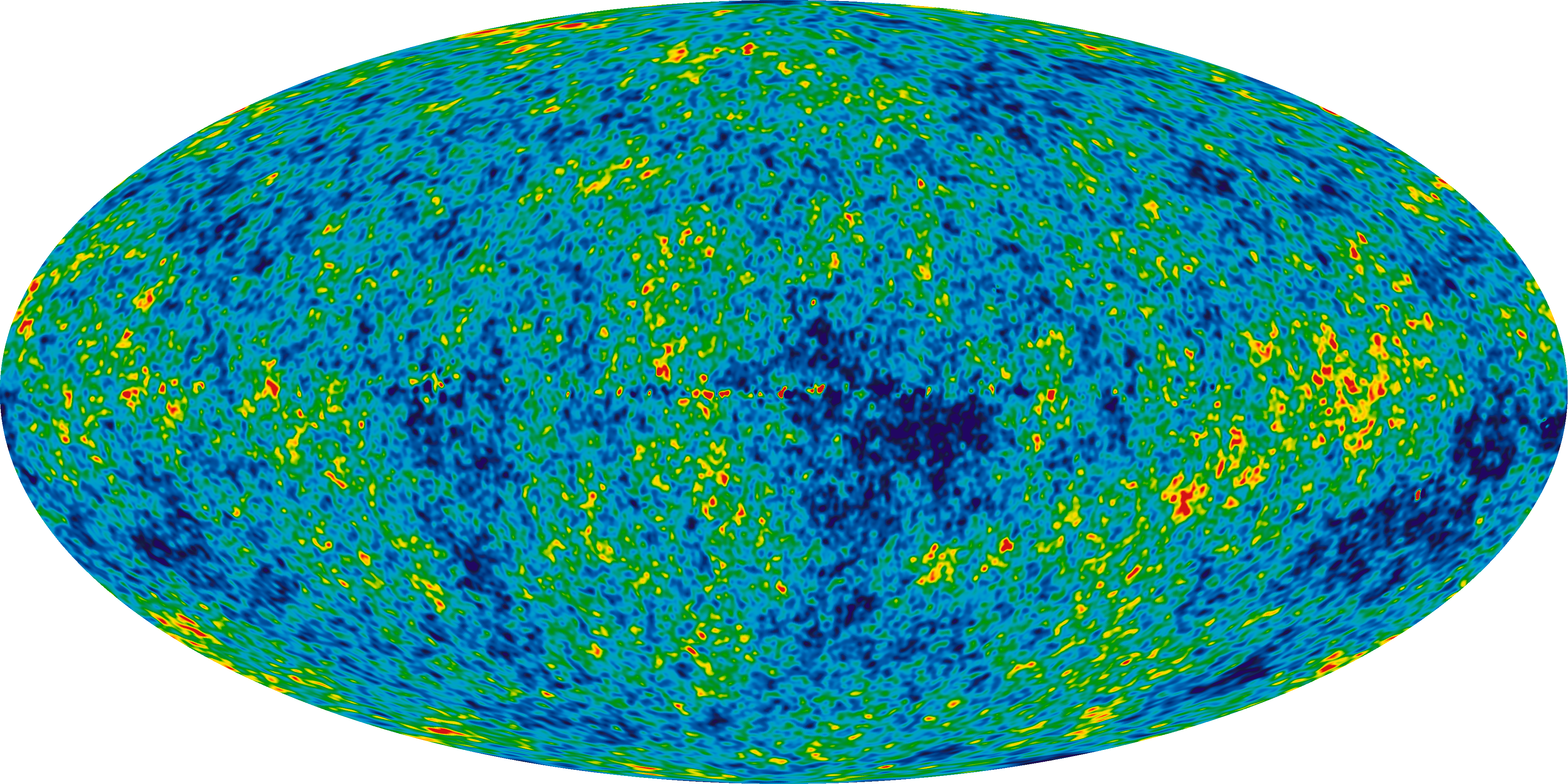
위성 탐사선 WMAP 에서 이 이미지에 기록된 우주 배경 복사 온도의 불균일성은 10^{-4} 켈빈을 넘지 않는다.

1968년에 발표된 엘러스-게런-삭스 정리는 주어진 우주에서 모든 자유 낙하 관찰자가 우주 배경 복사를 측정하면 모든 방향에서 정확히 동일한 속성을 가지는지, 즉 배경 복사를 등방성으로 측정하게 되는지, 그렇다면 이 우주는 등방성이고 균질한 프리드만-르메트르 시공간이 된다. 우주 등방성과 균질성은 우주론의 현대 표준 모델의 기초이기 때문에 중요하다.

### 일반 상대성 이론의 기본 개념
1960년대에 엘러스는 펠릭스 피라니 및 알프레드 쉴트와 협력하여 일반 상대성 이론에 대한 구성-공리적 접근 방식을 사용했다. 이 방법은 기본 천체의 최소 집합과 이러한 천체의 속성을 지정하는 공리 집합에서 이론을 도출하는 방법이다. 접근 방식의 기본 요소는 이벤트, 광선, 입자 및 자유 낙하 입자와 같은 기본 개념이다. 처음에 시공간은 추가 구조가 없는 일련의 사건에 불과하다. 빛과 자유롭게 낙하하는 입자의 기본적인 특성을 공리로 가정하고, 이를 토대로 공간 시간의 미분 위상, 공형 구조 및 궁극적으로 측정 구조를 구성했는데, 이는 두 사건이 서로 가까운지 여부의 개념, 사건을 연결하는 빛의 역할 및 사건 간의 거리 개념을 의미한다. 이론 구성의 주요 단계는 레이더에 사용되는 표준 범위 찾기와 같은 이상적인 측정에 해당한다. 마지막 단계는 가능한 가장 약한 추가 공리 집합에서 아인슈타인의 방정식을 도출했다. 그 결과는 일반 상대성 이론의 기본 가정을 명확하게 식별하는 공식이다.
1970년대에 에카르트 루돌프와 협력하여 엘러스는 일반 상대성 이론에서 강체 문제를 다루었다. 강체는 고전 물리학의 기본 개념이다. 그러나 정의상 서로 다른 부분이 동시에 움직인다는 사실은 빛의 속도가 신호 전파 및 기타 영향의 제한 속도라는 상대론적 개념과 양립할 수 없다. 1909년 초 막스 보른은 상대론적 물리학과 양립할 수 있는 강성에 대한 정의를 내렸지만, 그의 정의는 일반적인 시공간에 만족되지 않는 가정에 의존하므로 지나치게 제한적이다. 엘러스와 루돌프는 보른의 정의를 그들이 "유사 강성"이라고 부르는 보다 쉽게 적용 가능한 정의로 일반화했는데, 이는 고전 물리학의 강성에 대한 보다 만족스러운 근사를 나타낸다.

### 중력 렌즈 효과

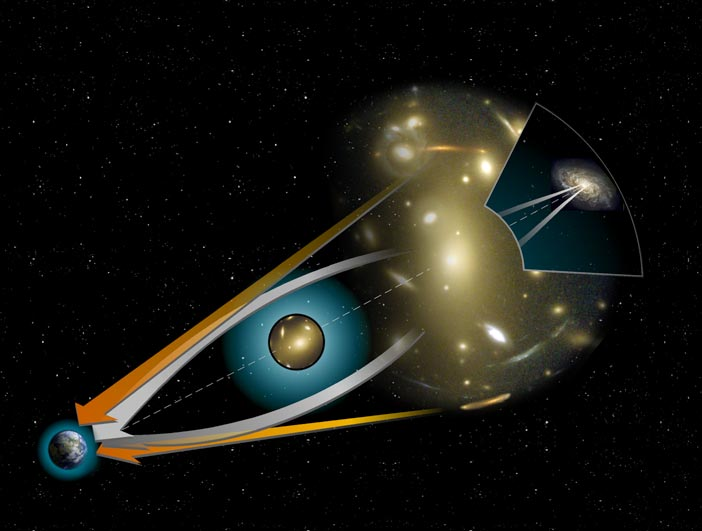
중력 렌즈 시스템에 대한 대부분의 천체물리학적 모델링에서는 준뉴턴 근사법을 사용한다.

엘러스는 페터 슈나이더와 함께 중력 렌즈의 기초에 대한 심층 연구에 착수했다. 이 작업의 한 결과는 슈나이더 및 에밀리오 팔코와 공동 저술한 1992년 모노그래프였다. 이론적 토대와 관찰 결과를 모두 포함하는 주제에 대한 최초의 체계적인 설명이었다. 천문학의 관점에서 볼 때 중력 렌즈 현상은 종종 준뉴턴 근사법( 중력장이 작고 편향각이 미세하다고 가정)을 사용하여 설명되며, 이는 천체물리학적 관련성이 있는 대부분의 상황에 완벽하게 충분하다. 대조적으로, 이 논문에서는 완전히 상대론적 시공간의 관점에서 중력 렌즈 효과에 대한 철저하고 완전한 설명을 개발했다. 이러한 이 책의 특징은 이 책이 장기적으로 긍정적인 반응을 얻는 데 중요한 역할을 했다. 다음 해에 엘러스는 임의의 시공간에서 빛의 다발 전파에 대한 연구를 계속했다.

### 프레임 이론과 뉴턴 중력
일반 상대성 이론의 뉴턴 한계에 대한 기본 유도는 이론 자체만큼이나 오래되었다. 아인슈타인은 수성의 비정상적인 근일점 세차 운동과 같은 예측을 도출하기 위해 그것을 사용했다. 이후 엘리 카르탕, 쿠르트 프리드릭스 및 다른 사람들의 작업은 뉴턴-카르탕 이론으로 알려져 있는 뉴턴의 중력 법칙 이론의 기하학적 일반화가 어떻게 일반 상대성 이론의 (퇴화된) 한계로 이해될 수 있는지를 보다 구체적으로 보여주었다. 이를 위해서는 특정 매개변수를 {\displaystyle \lambda }를 0으로 할 필요가 있다. 엘러스는 뉴턴-카르탕 극한을 수학적으로 정확한 방식으로 구성할 수 있는 하나의 프레임 이론을 개발함으로써 이 작업을 확장했다. 물리 법칙뿐만 아니라 이러한 법칙을 준수하는 모든 시공간(즉, 아인슈타인 방정식의 해)에 대해서도 가능하다. 이를 통해 물리학자들은 특정 물리적 상황에서 뉴턴의 한계가 무엇을 의미하는지 탐구할 수 있었다. 예를 들어, 프레임 이론은 슈바르츠실트 블랙홀의 뉴턴 한계가 단순한 점 입자라는 것을 보여주기 위해 사용될 수 있다. 또한 프리드만-르메트르 모델 또는 괴델 우주와 같은 정확한 솔루션의 뉴턴  버전을 구성할 수 있다. 처음부터 엘러스가 그의 틀 이론의 맥락에서 소개한 아이디어는 뉴턴의 일반 상대성 이론의 한계와 뉴턴의 중력이 더 높은 차원의 용어로 보완되는 포스트-뉴턴 확장 즉 뉴턴 중력이 상대론적인 효과를 수용하기 위하여 {\displaystyle 1/c^{2}}의 더욱 높은 차수의 항에 의한 보완의 연구에서 중요한 응용을 발견했다.
일반 상대성 이론은 비선형적이어서, 두 질량의 중력 영향은 뉴턴 중력의 경우처럼 단순히 두 질량의 개별 중력 영향의 합이 아니다. 엘러스는 복사 시스템에 대한 중력 복사의 역반응이 일반 상대성 이론과 같은 비선형 이론에서 어떻게 체계적으로 설명될 수 있는지에 대한 토론에 참여했으며, 쌍성 펄사 와 같은 시스템의 에너지 플럭스에 대한 표준 사중극자 공식이 (아직) 엄밀하게 유도되지 않았다고 지적하였는데, 선험적으로 어떤 유도에서는 일반적으로 가정된 것보다, 그때까지 계산된 것보다 높은 상위 항의 포함이 요구되었다.
특히 우주론의 해와 관련하여 뉴턴 극한에 대한 그의 연구는 엘러스를 이전의 박사 과정 학생인 토마스 부헤르트와 함께 뉴턴 우주의 섭동과 비균질성에 대한 체계적인 연구로 이끌었다. 이것은 불균일성에 대한 이러한 취급에 대한 부헤르트의 후기 일반화를 위한 토대를 마련했다. 이 일반화는 현재 우주 상수 또는 현대 용어로 암흑 에너지의 우주 효과로 간주되는 것을 일반 상대론적 우주론에서 비균질성의 비선형 결과로 설명하려는 그의 시도의 기초였다.

### 물리학의 역사와 철학
일반 상대성 이론과 더 일반적으로는 물리학의 기초에 대한 관심을 보완하면서 엘러스는 물리학의 역사를 연구했다. 그는 사망시까지 베를린의 막스 플랑크 과학사 연구소에서 양자 이론의 역사에 관한 프로젝트에 참여했다. 특히 그는 1925년과 1928년 사이에 양자장 이론의 발전에 파스쿠알 요르단의 중요한 공헌을 탐구했다. 그의 경력 전반에 걸쳐 엘러스는 철학적 토대와 물리학의 의미에 관심이 있었고 물리학에서 과학적 지식의 기본 상태와 같은 질문을 다루어 이 주제에 대한 연구에 기여했다.

### 과학의 대중화
엘러스는 일반 청중에게 다가가는 데 큰 관심을 보였다. 그는 대학과 베를린의 우라니아와 같은 장소에서 자주 공개 강사로 활동했다. 그는 《Bild der Wissenschaft》와 같은 일반 독자 저널에 대한 기고를 포함하여 대중 과학 기사를 저술했다. 그는 《사이언티픽 아메리칸》의 독일판의 중력에 관한 기사 모음집을 편집했다. 엘러스는 물리학의 언어로서의 수학과 같은 상대성 이론 및 관련 기본 개념의 교육에 관한 강연 및 저널 기사에서 물리학 교사에게 직접 연설했다.

## 영예 및 상
엘러스는 베를린-브란덴부르크의 과학 및 인문학 아카데미 (1993),  마인츠의 과학 및 문학 아카데미 (1972),  할레의 레오폴디나 (1975), 뮌헨의 바바리아 과학 및 인문학 아카데미(1979)의 회원이 되었다. 1995년부터 1998년까지 일반 상대성 이론과 중력에 관한 국제 학회 회장을 역임했다. 그는 또한 2002년 독일 물리학회의 막스 플랑크 메달, 파비아 대학의 볼타 금메달(2005), 프라하의 카렐 대학교의 자연과학부 메달(2007)을 받았다.
2008년 국제 일반 상대성 이론 및 중력 학회는 엘러스를 기념하여 "위르겐 엘러스 논문 상"을 제정했다. 이는 과학 출판사인 슈프링어가 후원하며 학회의 국제 회의에서 수학 및 수치 일반 상대성 이론 분야에서 최고의 박사 학위 논문에 3년마다 수여된다. 《일반 상대론과 중력》(General Relativity and Gravitation) 저널 제41권 제9호는 엘러스를 기리기 위해 헌정되었다.

## 간행물의 일부
- Börner, G.; Ehlers, J., 편집. (1996), 《Gravitation》, Spektrum Akademischer Verlag, ISBN 3-86025-362-X
- Ehlers, Jürgen (1973), 〈Survey of general relativity theory〉,   Israel, Werner, 《Relativity, Astrophysics and Cosmology》, D. Reidel, 1–125쪽, ISBN 90-277-0369-8
- Schneider, P.; Ehlers, J.; Falco, E. E. (1992), 《Gravitational lenses》, Springer, ISBN 3-540-66506-4

## 참고 문헌
- Bleyer, U. (1993), “Book-Review - Gravitational Lenses”, 《Astronomische Nachrichten》 314 (4): 314–315, Bibcode:1993AN....314..314S, doi:10.1002/asna.2113140412
- Bozza, Valerio (2005), “Book review: Silvia Mollerach, Esteban Roulet: Gravitational Lensing and Microlensing”, 《General Relativity and Gravitation》 37 (7): 1335–1336, Bibcode:2005GReGr..37.1335B, doi:10.1007/s10714-005-0117-9, S2CID 120764050
- Braun, Rüdiger (2008년 5월 27일), “Wo Zeit und Raum aufhören. Der Mitbegründer des Golmer Max-Planck-Instituts für Gravitationsphysik, Jürgen Ehlers, ist unerwartet verstorben”, 《Märkische Allgemeine Zeitung》, 2013년 5월 28일에 확인함 (in German, English translation of title: Where time and space end. The co-founder of the Max Planck Institute for Gravitational Physics, Jürgen Ehlers, has died unexpectedly)
- Breuer, Reinhard; Springer, Michael (2001), “Die Wahrheit in der Wissenschaft”, 《Spektrum der Wissenschaft》 7: 70 (in German)
- Breuer, Reinhard; Springer, Michael (2009), “The truth in science”, 《General Relativity and Gravitation》 41 (9): 2159–2167, Bibcode:2009GReGr..41.2159B, doi:10.1007/s10714-009-0844-4, S2CID 123226152
- Breuer, Reinhard (2008년 5월 26일), 《Jürgen Ehlers und die Relativitätstheorie》, Spektrum der Wissenschaft Verlagsgesellschaft mbH, 2008년 9월 28일에 원본 문서에서 보존된 문서 (in German, English translation of title Jürgen Ehlers and the Theory of Relativity)
- Buchert, Thomas (2008), “Dark Energy from Structure—A Status Report”, 《General Relativity and Gravitation》 40 (2–3): 467–527, arXiv:0707.2153, Bibcode:2008GReGr..40..467B, doi:10.1007/s10714-007-0554-8, S2CID 17281664
- Buchert, Thomas; Ehlers, Jürgen (1993), “Lagrangian theory of gravitational instability of Friedmann-Lemaître cosmologies – second-order approach: an improved model for nonlinear clustering”, 《Mon. Not. R. Astron. Soc.》 264 (2): 375–387, Bibcode:1993MNRAS.264..375B, doi:10.1093/mnras/264.2.375, hdl:11858/00-001M-0000-0013-5C2D-A
- Buchert, Thomas; Ehlers, Jürgen (1997a), “Averaging inhomogeneous Newtonian cosmologies”, 《Astron. Astrophys.》 320: 1–7, arXiv:astro-ph/9510056, Bibcode:1997A&A...320....1B
- Buchert, Thomas; Ehlers, Jürgen (1997b), “Newtonian cosmology in Lagrangian formulation: foundations and perturbation theory”, 《General Relativity and Gravitation》 29 (6): 733–764, arXiv:astro-ph/9609036, Bibcode:1997GReGr..29..733E, doi:10.1023/A:1018885922682, S2CID 15670330
- Ehlers, Jürgen (1957), 《Konstruktionen und Charakterisierungen von Lösungen der Einsteinschen Gravitationsfeldgleichungen》, University of Hamburg (dissertation, in German; title in English translation: Constructions and characterizations of solutions to Einstein's gravitational field equations)
- Ehlers, J. (1993), “Contributions to the relativistic mechanics of continuous media”, 《Gen. Rel. Grav.》 25 (12): 1225–1266, Bibcode:1993GReGr..25.1225E, doi:10.1007/BF00759031, hdl:11858/00-001M-0000-0013-5C1E-C, S2CID 122689869
- Ehlers, Jürgen (January 1997), “Examples of Newtonian limits of relativistic spacetimes” (PDF), 《Classical and Quantum Gravity》 14 (1A): A119–A126, Bibcode:1997CQGra..14A.119E, doi:10.1088/0264-9381/14/1A/010, hdl:11858/00-001M-0000-0013-5AC5-F, S2CID 250804865
- Ehlers, Jürgen (2005), 〈Modelle in der Physik〉, 《Modelle des Denkens》, Berlin-Brandenburgische Akademie der Wissenschaften, 35–40쪽 (in German, English translation of contribution title: Models in physics; English translation of title: Models of thinking)
- Ehlers, Jürgen (2006a), 〈Physikalische Erkenntnis, dargestellt am Beispiel des Übergangs von Newtons Raumzeit zu Einsteins spezieller Relativitätstheorie〉,   Balsinger, Philipp W.; Kötter, Rudolf, 《Die Kultur moderner Wissenschaft am Beispiel Albert Einstein》, Elsevier/Spektrum Akademie Verlag, 1–16쪽, 2018년 3월 24일에 원본 문서에서 보존된 문서, 2008년 7월 8일에 확인함 (in German, English translation of title: Gaining knowledge in physics, shown for the example of the transition from Newton's spacetime to Einstein's special theory of relativity)
- Ehlers, Jürgen (2006b), “Mathematik als "Sprache" der Physik”, 《Praxis der Naturwissenschaften – Physik in der Schule》 55, 2017년 4월 20일에 원본 문서에서 보존된 문서, 2008년 7월 8일에 확인함 (in German, English translation of title: Mathematics as the "language" of physics)
- Ehlers, Jürgen (2007), 〈Pascual Jordan's Role in the Creation of Quantum Field Theory〉,   Ehlers, J.; Hoffmann, D.; Renn, Jürgen, 《Pascual Jordan (1902–1980). Mainzer Symposium zum 100. Geburtstag. Preprint Nr. 329》, Max Planck Institute for the History of Science, 23–35쪽
- Ehlers, J.; Fahr, H. J. (1994), “Urknall oder Ewigkeit”, 《Bild der Wissenschaft》 June: 84
- Ehlers, J.; Geren, P.; Sachs, R. K. (1968), “Isotropic solutions of Einstein-Liouville equations”, 《J. Math. Phys.》 9 (9): 1344–1349, Bibcode:1968JMP.....9.1344E, doi:10.1063/1.1664720, hdl:11858/00-001M-0000-0013-5EFE-8
- Ehlers, Jürgen; Kundt, Wolfgang (1962), 〈Exact Solutions of the Gravitational Field Equations〉,   Witten, Louis, 《Gravitation: An Introduction to Current Research》, New York: John Wiley & Sons, 49–101쪽
- Ehlers, Jürgen; Pirani, F. A. E.; Schild, Alfred (1972), 〈The geometry of free fall and light propagation〉,   O'Raifeartaigh, L., 《General Relativity. Papers in Honor of J. L. Synge》, Clarendon Press, 63–84쪽, ISBN 0-19-851126-4
- Ehlers, J.; Rosenblum, A.; Goldberg, J. N.; Havas, Peter (1976), “Comments on gravitational radiation damping and energy loss in binary systems”, 《Astrophys. J.》 208: L77, Bibcode:1976ApJ...208L..77E, doi:10.1086/182236, hdl:11858/00-001M-0000-0013-5EC4-8.
- Ehlers, Jürgen; Rudolph, Ekkart (1977), “Dynamics of extended bodies in general relativity center-of-mass description and quasirigidity”, 《General Relativity and Gravitation》 8 (3): 197–217, Bibcode:1977GReGr...8..197E, doi:10.1007/BF00763547, hdl:11858/00-001M-0000-0013-5EBF-5, S2CID 59429452, 2019년 9월 28일에 원본 문서에서 보존된 문서, 2019년 7월 13일에 확인함.
- Ellis, George (2009), “Editorial note to: Pascual Jordan, Jürgen Ehlers, and Wolfgang Kundt, Exact solutions of the field equations of the general theory of relativity”, 《General Relativity and Gravitation》 41 (9): 2170–2189, Bibcode:2009GReGr..41.2179E, doi:10.1007/s10714-009-0868-9
- Ellis, George; Krasiński, Andrzej (2007), “Editors' comment”, 《General Relativity and Gravitation》 39 (11): 1941–1942, Bibcode:2007GReGr..39.1929S, doi:10.1007/s10714-007-0448-9, hdl:11858/00-001M-0000-0013-47A1-D, S2CID 121554142, 2016년 3월 3일에 원본 문서에서 보존된 문서, 2008년 7월 8일에 확인함
- Henning, Eckart; Kazemi, Marion (2011), 《Chronik der Kaiser-Wilhelm-/Max-Planck-Gesellschaft zur Förderung der Wissenschaften 1911–2011》, Berlin: Dunker & Humblot, ISBN 978-3-428-13623-0 (in German)
- Frolov, Valeri P.; Novikov, I. D. (1998), 《Black Hole Physics》, Kluwer, ISBN 0-7923-5145-2
- Geroch, R. (1971), “A method for generating new solutions of Einstein's field equation. I”, 《J. Math. Phys.》 12 (6): 918–924, Bibcode:1971JMP....12..918G, doi:10.1063/1.1665681
- Hawking, Stephen W.; Ellis, George F. R. (1973), 《The large scale structure of space-time》, Cambridge University Press, ISBN 0-521-09906-4
- Huisken, Gerhard; Nicolai, Hermann; Schutz, Bernard (2008), 《Obituary: Jürgen Ehlers》 (PDF), Max Planck Institute for Gravitational Physics, 2011년 5월 11일에 원본 문서 (PDF)에서 보존된 문서
- Huisken, Gerhard; Nicolai, Hermann; Schutz, Bernard (2009), 〈Zum Tod von Jürgen Ehlers〉,   Berlin-Brandenburgische Akademie der Wissenschaften, 《Jahrbuch 2008》 (PDF), Oldenbourg, 92–96쪽, 2013년 5월 2일에 원본 문서 (PDF)에서 보존된 문서, 2023년 6월 3일에 확인함 (in German)
- Israel, Werner (1987), 〈Dark stars: the evolution of an idea〉,   Hawking, Stephen W.; Israel, Werner, 《300 Years of Gravitation》, Cambridge University Press, 199–276쪽, ISBN 0-521-37976-8
- Jordan, P.; Ehlers, J.; Sachs, R. K. (1961), “Beiträge zur Theorie der reinen Gravitationsstrahlung”, 《Akad. Wiss. Lit. Mainz, Abh. Naturwiss. Kl.》 1: 1, Bibcode:1961MAWMN...1....1J (in German, English translation of title: Contributions to the theory of pure gravitational radiation)
- Köhler, Egon; Schattner, Ruprecht (1979), “Some results on pseudorigid motions”, 《General Relativity and Gravitation》 10 (8): 709–716, Bibcode:1979GReGr..10..709K, doi:10.1007/BF00756906, S2CID 121458325
- Liddle, Andrew (2003), 《An Introduction to Modern Cosmology (2nd ed.)》, John Wiley & Sons, ISBN 978-0-470-84835-7
- Lütjen-Drecoll, Elke, 편집. (2008), 《Newsletter 1/08》 (PDF), Akademie der Wissenschaften und der Literatur Mainz[깨진 링크] (in German)
- Mars, Marc (2001), “Space-time Ehlers group: Transformation law for the Weyl tensor”, 《Class. Quantum Grav.》 18 (4): 719–738, arXiv:gr-qc/0101020, Bibcode:2001CQGra..18..719M, doi:10.1088/0264-9381/18/4/311, S2CID 16943248
- Olive, D. I. (1996), “Exact Electromagnetic Duality”, 《Nucl. Phys. B Proc. Suppl.》 45A (1): 88–102, arXiv:hep-th/9508089, Bibcode:1996NuPhS..45...88O, doi:10.1016/0920-5632(95)00618-4, S2CID 8584458
- Nicolai, Hermann; Ellis, George; Schmidt, Bernd (2009), “Editorial”, 《General Relativity and Gravitation》 41 (9): 1897, Bibcode:2009GReGr..41.1897., doi:10.1007/s10714-009-0867-x
- Oliynyk, Todd Andrew; Schmidt, Bernd (2009), “Existence of families of spacetimes with a Newtonian limit”, 《General Relativity and Gravitation》 41 (9): 2093–2111, arXiv:0908.2832, Bibcode:2009GReGr..41.2093O, doi:10.1007/s10714-009-0843-5, S2CID 12396713
- Perlick, Volker (2005), “Book review:Petters, A.O., Levine, H., Wambsganss, J.: Singularity theory and gravitational lensing”, 《Gen. Relativ. Gravit.》 37 (2): 435–436, Bibcode:2005GReGr..37..435P, doi:10.1007/s10714-005-0033-z, S2CID 122607061
- Sachs, Rainer (2009), “Some memories of Juergen”, 《General Relativity and Gravitation》 41 (9): 1903–1904, Bibcode:2009GReGr..41.1903S, doi:10.1007/s10714-009-0784-z
- Rogalla, Thomas (2001년 12월 28일), “Namen: Prof. Dr. Jürgen Ehlers”, 《Berliner Zeitung》, 2015년 5월 15일에 원본 문서에서 보존된 문서, 2013년 5월 28일에 확인함 (in German)
- Schmidt, Bernd, 편집. (2000), 《Einstein's Field Equations and their Physical Implications. Selected Essays in Honour of Jürgen Ehlers》, Springer, ISBN 3-540-67073-4
- Schücking, Engelbert (2000), 〈Jürgen Ehlers:Work and Style〉, 《Annual Report 2000》 (PDF), Max Planck Institute for Gravitational Physics, 46–47쪽, 2007년 6월 11일에 원본 문서 (PDF)에서 보존된 문서
- Schutz, B. F. (1996), “Making the Transition from Newton to Einstein: Chandrasekhar's Work on the Post-Newtonian Approximation and Radiation Reaction” (PDF), 《J. Astrophys. Astron.》 17 (3–4): 183–197, Bibcode:1996JApA...17..183S, doi:10.1007/BF02702303, hdl:11858/00-001M-0000-0013-7535-E, S2CID 73579437
- Seitz, S.; Schneider, P.; Ehlers, J. (1994), “Light propagation in arbitrary spacetimes and the gravitational lens approximation”, 《Class. Quantum Grav.》 11 (9): 2345–2383, arXiv:astro-ph/9403056, Bibcode:1994CQGra..11.2345S, doi:10.1088/0264-9381/11/9/016, S2CID 18176981
- Trümper, Joachim (2009), 〈Nachruf auf Jürgen Ehlers〉, 《Jahrbuch der Bayerischen Akademie der Wissenschaften 2008》 (PDF), 152–154쪽[깨진 링크(과거 내용 찾기)]
- Weber, Peter; Borissoff, Irene, 편집. (1998), 《Handbuch der Wissenschaftlichen Mitglieder》, Max-Planck-Gesellschaft zur Förderung der Wissenschaften e.V., 38쪽 (in German, English translation of title: Handbook of Scientific Members).